# Brzeźnica (Basses-Carpates)
Pour les articles homonymes, voir Brzeźnica.
Brzeźnica est une localité polonaise de la gmina et du powiat de Dębica en voïvodie des Basses-Carpates.